# Leptobotia tientainensis
Leptobotia tientainensis és una espècie de peix de la família dels cobítids i de l'ordre dels cipriniformes.

## Morfologia
Fa 13 cm de llargària màxima.

## Reproducció
Fins ara no ha estat possible la seua reproducció en captivitat.

## Hàbitat i distribució geogràfica
És un peix d'aigua dolça (pH entre 7 i 8), demersal i de clima temperat, el qual viu a Àsia: la Xina.

## Observacions
És inofensiu per als humans.